# Liste der Burgen und Schlösser in der Woiwodschaft Kujawien-Pommern
Die Liste der Burgen und Schlösser in der Woiwodschaft Kujawien-Pommern umfasst bestehende und verfallene Burgen und Schlösser in der polnischen Woiwodschaft Kujawien-Pommern. Die Liste enthält nicht die Stadtschlösser und Palais der Stadt Thorn, welche sich hier befinden:
- Liste der Schlösser und Palais in Thorn

## Burgen und Schlösser
| Bild | Ort                  | Name                                                  | Baujahr   | Koordinaten | Zustand     |
| ---- | -------------------- | ----------------------------------------------------- | --------- | ----------- | ----------- |
|      | Aleksandrów Kujawski | Schloss Aleksandrów Kujawski                          | um 1900   |             | Erhalten    |
|      | Bajerze              | Schloss Bajerze (Schloss Baiersee)                    | nach 1850 |             | Erhalten    |
|      | Bąkowo               | Schloss Bąkowo (Schloss Bankau)                       | nach 1850 |             | Erhalten    |
|      | Bobrowniki           | Ordensburg Beberen                                    |           |             | Ruine       |
|      | Brodnica             | Ordensburg Strasburg                                  | nach 1300 |             | Ruine       |
|      | Brodnica             | Schloss Brodnica                                      | um 1600   |             | Erhalten    |
|      | Broniewice           | Schloss Broniewice (Schloss Bornheim)                 | 1880      |             | Erhalten    |
|      | Brzezie              | Schloss Brzezie (Kronenberg-Schloss)                  | 1873      |             | Erhalten    |
|      | Brzoza               | Jagdschloss Brzoza (Jagdschloss Hopfengarten)         | vor 1900  |             | Erhalten    |
|      | Bydgoszcz            | Burg Bromberg                                         | 1343      |             | Ruine       |
|      | Chwaliszewo          | Schloss Chwaliszewo                                   | nach 1800 |             | Erhalten    |
|      | Dębowa Łąka          | Schloss Dębowa Łąka (Schloss Dembowalonka)            | um 1850   |             | Erhalten    |
|      | Drzycim              | Burgruine Groddeck bei Dretz                          | vor 1360  |             | Ruine       |
|      | Golub-Dobrzyń        | Burg Gollub                                           | um 1300   |             | Erhalten    |
|      | Grocholin            | Schloss Grocholin                                     | nach 1800 |             | Erhalten    |
|      | Gronowo              | Schloss Gronowo (Schloss Wolffserbe)                  | um 1900   |             | Erhalten    |
|      | Grubno               | Schloss Grubno                                        | 1870      |             | Erhalten    |
|      | Grudziądz            | Ordensburg Graudenz                                   | nach 1260 |             | Ruine       |
|      | Jabłonowo-Zamek      | Schloss Jabłonowo (Schloss Jablonowo)                 | 1868      |             | Erhalten    |
|      | Jankowo              | Schloss Jankowo                                       | 1880      |             | Erhalten    |
|      | Jeleniec             | Schloss Jeleniec (Schloss Gelens)                     | nach 1850 |             | Ruine       |
|      | Kawęczyn             | Schloss Kawęczyn (Schloss Argenau)                    | nach 1850 |             | Erhalten    |
|      | Kijewo Szlacheckie   | Schloss Kijewo Szlacheckie (Schloss Königlich Trebes) | 1908      |             | Ruine       |
|      | Kobylniki            | Schloss Kobylniki (Schloss Kobelnitza)                | um 1900   |             | Erhalten    |
|      | Komierowo            | Schloss Komierowo                                     | um 1900   |             | Erhalten    |
|      | Kołdrąb              | Schloss Kołdrąb (Schloss Koldromb)                    | 1891      |             | Erhalten    |
|      | Kowal                | Burg Kowal                                            | vor 1400  |             | Ruine       |
|      | Kowalewo Pomorskie   | Ordensburg Schönsee                                   | vor 1269  |             | Ruine       |
|      | Kruszwica            | Burg Kruschwitz                                       | nach 1300 |             | Ruine       |
|      | Lisnowo              | Schloss Leistenau                                     | vor 1900  |             | Erhalten    |
|      | Lubostroń            | Schloss Lubostron                                     | 1795      |             | Erhalten    |
|      | Lubraniec            | Schloss Ludbrantz                                     |           |             | Erhalten    |
|      | Luszkówko            | Schloss Luschkowko                                    | um 1850   |             | Erhalten    |
|      | Mała Komorza         | Schloss Mała Komorza (Schloss Klein Komorze)          | um 1850   |             | Erhalten    |
|      | Mełno                | Schloss Mełno                                         | 1855      |             | Erhalten    |
|      | Mgoszcz              | Schloss Heimbrunn                                     | vor 1900  |             | Erhalten    |
|      | Nawra                | Schloss Nawra                                         | 1798      |             | Erhalten    |
|      | Nogat                | Schloss Nogat                                         | um 1800   |             | Erhalten    |
|      | Nowe                 | Ordensburg Neuenburg                                  |           |             | Umgestaltet |
|      | Nowy Jankowice       | Schloss Nowy Jankowice                                | nach 1850 |             | Erhalten    |
|      | Nowy Jasiniec        | Burg Jaschinnitz                                      | vor 1300  |             | Ruine       |
|      | Okalewo              | Schloss Hegen                                         | vor 1800  |             | Erhalten    |
|      | Ostromecko           | Altes Schloss Ostrometzko                             | 1759      |             | Erhalten    |
|      | Ostromecko           | Neues Schloss Ostrometzko                             | 1766      |             | Erhalten    |
|      | Papowo Biskupie      | Burg Bischöflich Papau                                | um 1280   |             | Ruine       |
|      | Piechcin             | Schloss Hansdorf                                      | nach 1850 |             | Erhalten    |
|      | Polanowice           | Schloss Polanowitz                                    | vor 1900  |             | Erhalten    |
|      | Podgórz              | Burg Dybów (Burg Dibau)                               | um 1230   |             | Ruine       |
|      | Pokrzywno            | Ordensburg Engelsburg                                 | vor 1300  |             | Ruine       |
|      | Raciążek             | Burg Raciążek                                         | 1340      |             | Ruine       |
|      | Radziki Duże         | Burg Radziki Duże                                     | 1405      |             | Ruine       |
|      | Radzyń Chełmiński    | Burg Rehden                                           | 1234      |             | Ruine       |
|      | Rogóźno              | Ordensburg Roggenhausen                               | um 1300   |             | Ruine       |
|      | Rulewo               | Schloss Rulewo (Schloss Rohlau)                       | 1860      |             | Erhalten    |
|      | Runowo Krajeńskie    | Schloss Runowo Krajeńskie                             | nach 1850 |             | Ruine       |
|      | Rypin                | Burg Rippin                                           | vor 1348  |             | Ruine       |
|      | Samostrzel           | Schloss Samostrzel (Schloss Neuhof)                   | vor 1800  |             | Erhalten    |
|      | Smólsk               | Schloss Smólsk                                        | nach 1800 |             | Erhalten    |
|      | Starogród            | Ordensburg Althausen                                  | um 1250   |             | Ruine       |
|      | Suchary              | Schloss Suchary                                       | 1906      |             | Erhalten    |
|      | Sukowy               | Schloss Sukowy                                        | 1915      |             | Erhalten    |
|      | Sypniewo             | Schloss Sypniewo (Schloss Sittnow)                    | nach 1850 |             | Erhalten    |
|      | Szubin               | Schloss Szubin (Schloss Schubin)                      | 1636      |             | Ruine       |
|      | Świecie              | Burgruine Schwetz                                     | um 1338   |             | Ruine       |
|      | Topolno              | Schloss Topolno (Schloss Topollno)                    | 1891      |             | Erhalten    |
|      | Toruń                | Burg Thorn                                            | um 1250   |             | Ruine       |
|      | Tuchola              | Ordensburg Tuchel                                     | nach 1300 |             | Ruine       |
|      | Tuczno               | Schloss Tuczno (Schloss Tutschno)                     | 1878      |             | Erhalten    |
|      | Turzno               | Schloss Turzno                                        | 1866      |             | Erhalten    |
|      | Ugoszcz              | Schloss Ugoszcz                                       | 1875      |             | Erhalten    |
|      | Unisław              |                                                       |           |             | Ruine       |
|      | Uścikowo             | Schloss Uscikowo                                      | 1890      |             | Erhalten    |
|      | Wąbrzeźno            | Burg Briesen                                          | nach 1300 |             | Ruine       |
|      | Wąpielsk             | Schloss Wapielsk                                      | nach 1850 |             | Erhalten    |
|      | Wałycz               | Schloss Wałycz (Schloss Wallitsch)                    | um 1900   |             | Erhalten    |
|      | Wenecja              | Burg Wenecja (Burgruine Venetia)                      | um 1350   |             | Ruine       |
|      | Węgierce             | Schloss Węgierce (Schloss Wengerz)                    | 1906      |             | Erhalten    |
|      | Wieniec              | Schloss Wieniec                                       | 1890      |             | Erhalten    |
|      | Włocławek            | Bischofsschloss Leslau                                | 1861      |             | Erhalten    |
|      | Włocławek            | Bernsteinschloss Leslau                               | 2009      |             | Erhalten    |
|      | Włocławek            | Schloss Leslau                                        | 1890      |             | Erhalten    |
|      | Wybcz                | Schloss Wybcz (Schloss Wibsch)                        | 1858      |             | Erhalten    |
|      | Zamarte              | Schloss Bonstetten                                    | 1871      |             | Erhalten    |
|      | Zamek Bierzgłowski   | Schloss Birglau                                       | 1232      |             | Erhalten    |
|      | Zbójno               | Schloss Zbójno                                        | 1850      |             | Erhalten    |
|      | Złotoria             | Burg Złotoria (Burgruine Zlotterie)                   | nach 1300 |             | Ruine       |